# David Wallen
David Wallen (* 30. April 1983 in Mönchengladbach) ist ein ehemaliger deutscher American-Football-Spieler. Er spielte unter anderem für die Düsseldorf Panther auf der Position des Linebackers.

## Leben
Wallen wuchs in Mönchengladbach-Rheydt als Sohn eines amerikanischen Vaters und einer deutschen Mutter auf. Er begann seine Laufbahn als Footballer bei den Mönchengladbach Mavericks. Von 1997 bis 2000 spielte er dort in der Jugendmannschaft. 2001 und 2002 spielte er in der Jugendmannschaft der Düsseldorf Panther, mit denen er 2002 Deutscher Jugendmeister wurde. Außerdem spielte er 2002 für die Jugendnationalmannschaft, mit der er im selben Jahr Vizeeuropameister wurde (European Junior Championships 2002, Glasgow).
2004 spielte er eine Saison für die Herrenmannschaft der Mönchengladbach Mavericks, bevor er dann 2005 erneut zu den Düsseldorf Panther wechselte.
In den Jahren 2010 und 2011 war er Teamcaptain der Düsseldorf Panther.
Von 2012 bis 2017 stand David Wallen als Linebacker Trainer und Defensive Coordinator in der Jugendmannschaft des neugegründeten Mönchengladbach Wolfpack unter Vertrag.
Seit 2021 ist David Wallen Gesellschafter des in der European League of Football neu gegründeten Franchise Rhein Fire. Zudem ist er dort als Head of Media aktiv.